# 女篮5号
《女篮5号》是一部上映于1957年的中国电影，由天马电影制片厂摄制，谢晋编剧并执导。
该片由秦怡、刘琼、向梅等主演，是中国体育电影的代表作之一，也是谢晋的成名作。
在剧中扮演女篮9号运动员汪爱珠的向梅，当时并不是演员，而是天津大学建筑系二年级的学生。经向梅的一个亲戚推荐，谢晋选中了向梅，从此向梅走上了演员之路。
影片中林洁和林小洁母女俩的人物原型是新中国篮球50杰、女子篮球运动员杨洁。

## 剧情
通过描写篮球运动员田振华遭遇和与林洁的爱情故事，揭示了两代运动员在解放前后的不同命运。

## 剧组[1]
- 编导：谢晋
- 摄影：黄绍芬、沈西林
- 布景设计：王月白、何瑞基
- 录音：陆仲伯 、刘广阶
- 作曲：黄准
- 制片主任：丁里

## 扩展资料
- 《电影传奇 女篮5号：从篮球开始》